# Чемпіонат України з гандболу серед жінок 2004—2005
Чемпіонат України з гандболу серед жінок 2004/2005 — чотирнадцятий чемпіонат України

## Суперліга
| № | Команда                        | І  | В  | Н | П  | М        | О  |
| - | ------------------------------ | -- | -- | - | -- | -------- | -- |
|   | «Мотор» Запоріжжя              | 36 | 33 | 1 | 2  | 1128-587 | 67 |
|   | «Галичанка-ЛНУ» Львів          | 36 | 23 | 2 | 11 | 875-832  | 48 |
|   | «Спартак» Київ                 | 36 | 20 | 2 | 14 | 876-843  | 42 |
| 4 | «Податкова Академія» Ірпінь    | 36 | 17 | 3 | 16 | 794-829  | 37 |
| 5 | «Карпати» Ужгород              | 36 | 15 | 3 | 18 | 799-858  | 33 |
| 6 | «Університет-Дніпрянка» Херсон | 36 | 5  | 3 | 28 | 693-965  | 13 |
| 7 | «Академія-Енерго» Тернопіль    | 36 | 5  | 2 | 29 | 836-1087 | 12 |

Команда «Мотор-2» Запоріжжя знялась з чемпіонату. Усі зіграні матчі було анульовано.